# Holßel

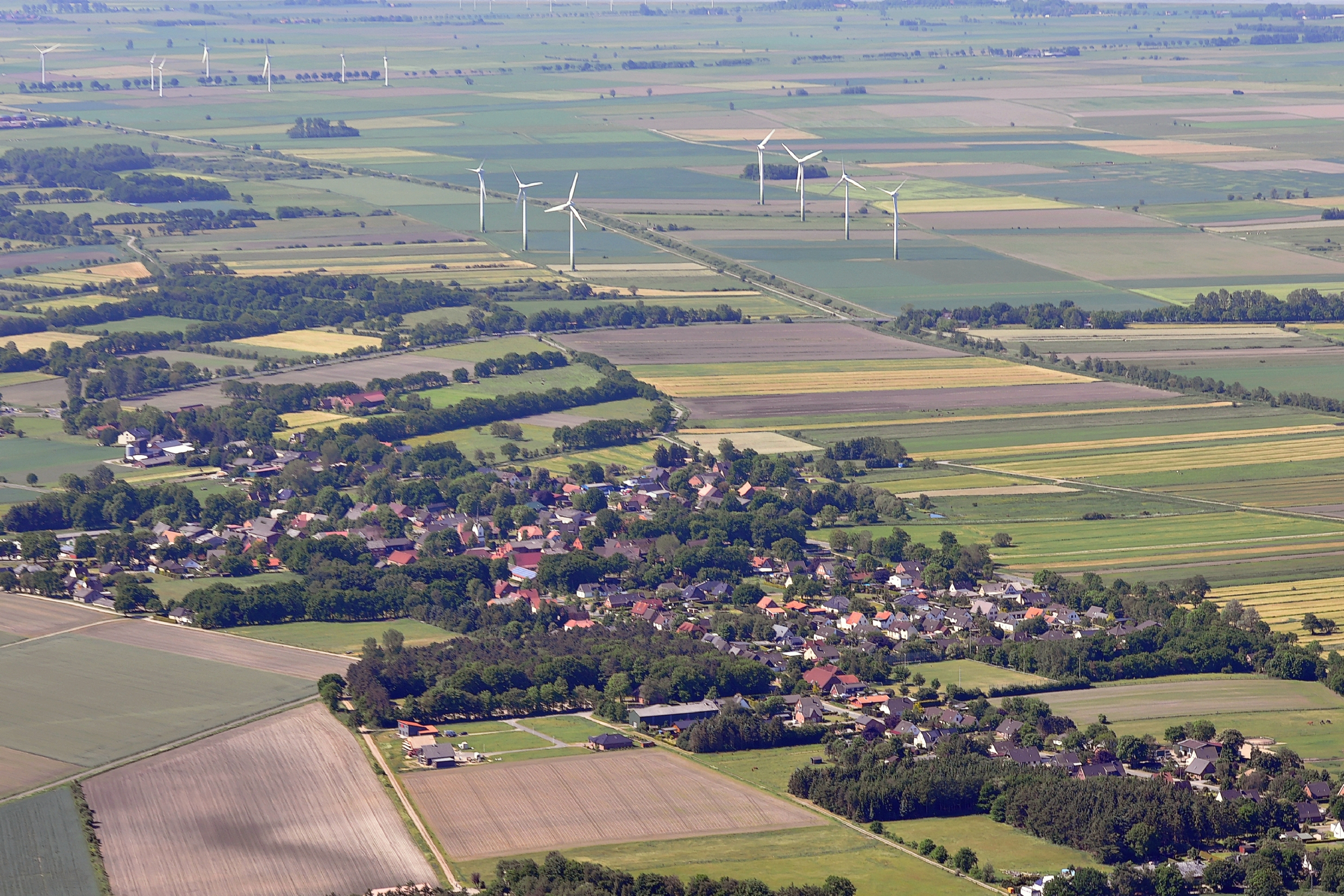
Luftbild von Nordosten

Holßel (niederdeutsch Holsseln) ist eine Ortschaft der Stadt Geestland im niedersächsischen Landkreis Cuxhaven.

## Geografie

### Lage
Holßel befindet sich an der Landesstraße 135 zwischen den Städten Bremerhaven und Cuxhaven.

### Nachbarorte
|                                                | Midlum (Einheitsgemeinde Wurster Nordseeküste) |            |
| Dorum (Einheitsgemeinde Wurster Nordseeküste)  | Kompassrose, die auf Nachbargemeinden zeigt    | Neuenwalde |
| Mulsum (Einheitsgemeinde Wurster Nordseeküste) | Sievern                                        |            |

(Quelle:)

## Geschichte
Historisch lässt sich eine frühere Zugehörigkeit Holßels zur Börde Debstedt und zum Amt Bederkesa nachweisen. Während der Franzosenzeit um 1810 gehörte Holßel wenige Jahre zur Kommune Neuenwalde im Kanton Dorum. Später wechselte die Gemeinde zum Amt Dorum (1852–1885) und danach zum Kreis Lehe (1885–1932), Landkreis Wesermünde (1932–1977) beziehungsweise Landkreis Cuxhaven.
Den Status einer Landgemeinde erhielt das Dorf 1840; die gleichnamige Gemarkung wurde 1876 gebildet.

### Ortsname
Nach den Regesten der Erzbischöfe von Bremen, Bd. I wurde die Ortschaft Holßel bereits im Jahre 1280 erwähnt und in den alten Schriften „Holselo“ oder auch „Holcelo“ genannt.

### Eingemeindungen
Holßel schloss sich 1971 als Mitgliedsgemeinde der Samtgemeinde Neuenwalde an, die allerdings 1974 mit der Neugliederung der Gemeinden aufgelöst wurde.
Im Zuge der Gebietsreform in Niedersachsen, die am 1. März 1974 stattfand, wurde der Ort ein Teil der Gemeinde (später Stadt) Langen. Diese schloss sich zum 1. Januar 2015 mit den Gemeinden der Samtgemeinde Bederkesa zur neuen Stadt Geestland zusammen.

### Einwohnerentwicklung
| Jahr      | 1910  | 1925  | 1933  | 1939  | 1950  | 1956  | 1961  | 1970  | 1973  | 2017  |
| --------- | ----- | ----- | ----- | ----- | ----- | ----- | ----- | ----- | ----- | ----- |
| Einwohner | 489   | 499   | 568   | 563   | 855   | 760   | 774   | 770   | 767   | 840 ¹ |
| Quelle    | [ 6 ] | [ 7 ] | [ 7 ] | [ 7 ] | [ 8 ] | [ 8 ] | [ 9 ] | [ 9 ] | [ 1 ] | [ 2 ] |

|  |

## Politik

### Ortsrat
Der Ortsrat von Holßel setzt sich aus fünf Ratsmitgliedern zusammen:
- CDU: 2 Sitze
- SPD: 2 Sitze
- Bürgerfraktion Geestland (BFG): 1 Sitz

(Stand: Kommunalwahl 12. September 2021)

### Ortsbürgermeister
Der Ortsbürgermeister von Holßel ist Kai Niemczyk (SPD). Sein Stellvertreter ist Reiner Wardelmann (BFG)

### Wappen
Der Entwurf des Kommunalwappens von Holßel stammt von dem Heraldiker und Wappenmaler Albert de Badrihaye, der zahlreiche Wappen im Landkreis Cuxhaven erschaffen hat. Auf der Ratssitzung am 9. Juli 1963 wurde die Entscheidung für dieses Wappen getroffen.
| Wappen von Holßel | Blasonierung: „In Silber über grünem, mit einer aufgerichteten silbernen Hirtenschaufel belegten Hügel zwei bewurzelte grüne Tannen.“ |
| Wappen von Holßel | Wappenbegründung: Das Dorf wird 1280 als „Holcelo“ urkundlich erwähnt. Auf die Bedeutung von „lo“ = Gehölz weisen die Tannen hin. Der Hügel erinnert an die Lage Holßels am Rande des Geestrückens der Hohen Lieth und die Hirtenschaufel an die früher sehr wichtige Schafzucht. |

## Kultur und Sehenswürdigkeiten
Bauwerke

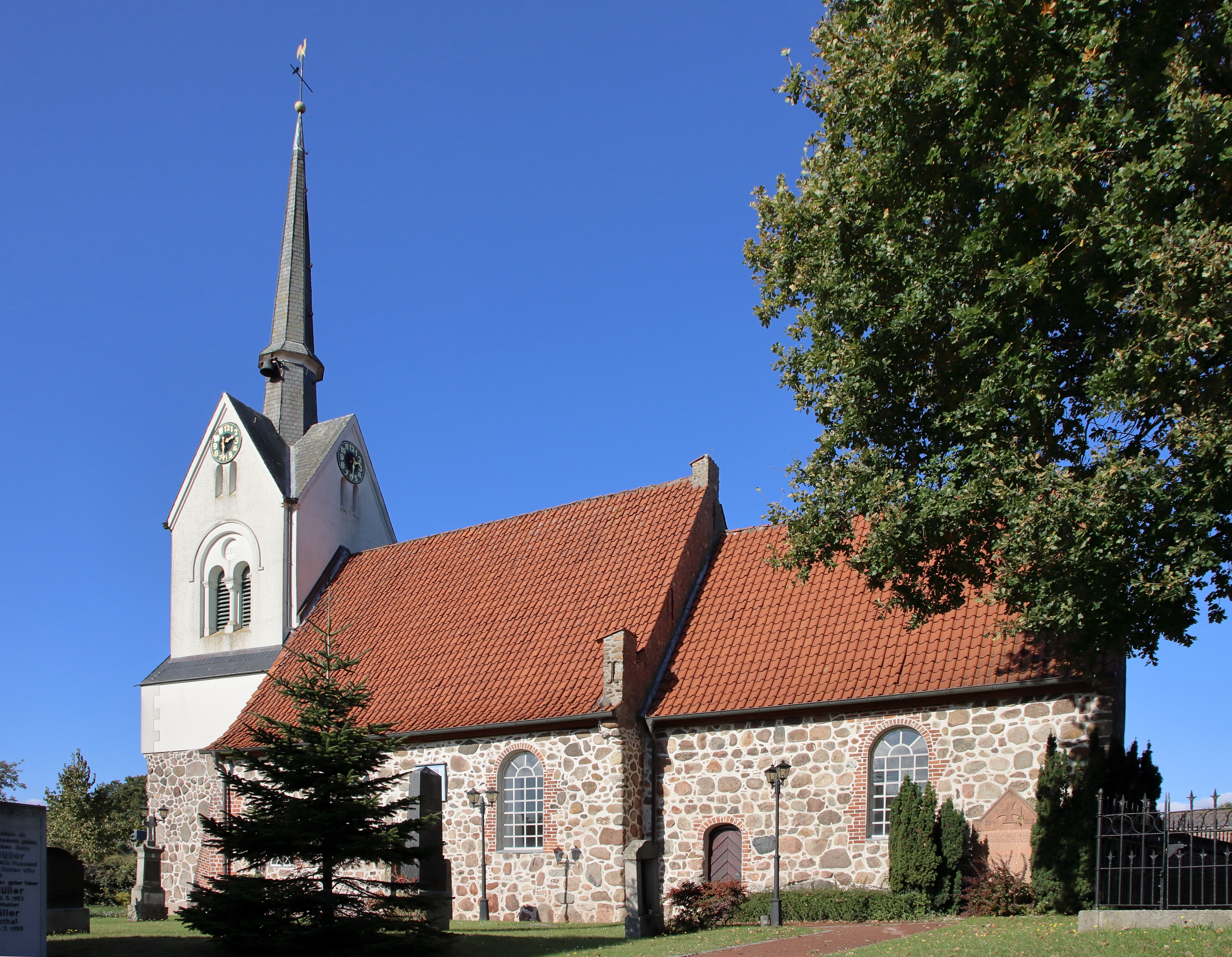
Evangelisch-reformierte Kirche

- Die im Grundbestand mittelalterliche Kirche war nach dem heiligen Jakob benannt worden und trägt heute die Bezeichnung Evangelisch-reformierte Kirche. 1896 wurde der Turm errichtet.[13] Als Besonderheit gilt, dass in der heute zur Evangelisch-reformierten Kirche gehörenden Kirchengemeinde seit der Reformationszeit reformierte Pastoren tätig sind, während die umliegenden Gemeinden zur Evangelisch-lutherischen Landeskirche Hannovers gehören. Ein Schriftbalken im Inneren der Kirche nennt das Jahr 1111 als Jahr der Erbauung. Im Juli 2011 feierte Holßel das 900-Jahr-Jubiläum mit einem Dorffest. Aus diesem Anlass erschien unter dem Titel „Soli Deo Gloria“ (= Allein Gott die Ehre) eine Festschrift mit historischen und aktuellen Beiträgen (siehe unter: Literatur).

- Zwei Wohn- und Wirtschaftsgebäude Alte Dorfstraße 13 von 1849/um 1850
- Wohn- und Wirtschaftsgebäude Holßeler Feld 7 von 1866 in Backstein

## Persönlichkeiten
Personen, die mit dem Ort in Verbindung stehen
- Dirk Lohman (1730–1814), ostfriesischer Orgelbauer in Emden, er vollendete 1756 den Orgelneubau der Französisch-reformierten Kirche in Emden, 1897 wurde die Orgel der Evangelisch-reformierten Kirchengemeinde Holßel geschenkt und entging auf diese Weise der Zerstörung durch den Zweiten Weltkrieg
- Hans Aust (1926–1984), Lehrer und prähistorischer Archäologe, 1953 erfolgte die Ausgrabung einer kaiserzeitlichen Siedlung bei Holßel, seit 1966 war er als Kreisarchäologe des Landkreises Cuxhaven tätig